# Ґол Ґаппе
«Ґол Ґаппе» (пенджаб. Gol Gappe) — індійська пенджабськомовна кінокомедія 2023 року режисера Сміпа Канґа та з Бінну Дхіллон, Раджат Беді, Іхана Дхіллон, Навніт Каур Дхіллон та Б. Н. Шарма у головних ролях. Фільм розроблений компаніями Zee Studios, Triflix Entertainment LLP, Janvi Productions та Soham Rockstar Entertainment і є новішою версією малаяламського фільму 1989 року «Говорить Рамджі Рао».

## Синопсис
Троє друзів Джаґґі, Палі та Натурам керують закладом швидкого харчування. Дон Пенджабу Баґґа викрадає дружину доктора Чаули та вимагає 10 лак як компенсацію. Виникає телекомунікаційна плутанина, і дзвінок переадресовують на торгову точку Ґол Ґаппе.

## Акторський склад
- Бінну Дхіллон — Джаґґі[3]
- Раджат Беді — Палі[3]
- B. Н. Шарма — Натхурама[3]
- Іхана Дхіллон[3]
- Навніт Каур Дхіллон[3]
- Ділавар Сідху

## Прем'єра

### Театральний прокат
Вихід фільму був запланований на квітень 2020 року, але був відкладений через карантин через COVID-19 в Індії. Нарешті фільм вийшов на екрани 17 лютого 2023 року.

### ZEE5
Фільм вийшов на ZEE5 17 березня 2023 року.